# Julio César Uribe
Julio César Uribe Flores (Lima, 9 maggio 1958) è un allenatore di calcio ed ex calciatore peruviano, di ruolo attaccante o centrocampista.
Con la nazionale peruviana prese parte al campionato del mondo 1982.
Soprannominato "El Diamante negro" (Il diamante nero), è considerato il miglior giocatore del calcio del suo paese nel corso degli anni 1980. Nel 1981 è stato considerato il 4º migliore calciatore attivo in sudamerica, dopo Maradona, Zico e Junior .
Era noto per le sue eccellenti tecniche di dribbling e dell’uso dell’elastico.

## Carriera

### Giocatore

#### Club
Debutta nella massima divisione peruviana nel 1975 tra le file dello Sporting Cristal, in cui vince il titolo nel 1979 e nel 1980. Nel 1982 avviene il trasferimento in Italia, nel Cagliari: infatti, dopo essere stato vicino all'ingaggio con la Roma, viene convinto ad accettare la proposta dei sardi da Gigi Riva in persona, che vola appositamente in Perù per incontrarlo. L'esperienza in rossoblu è però contrastante: generalmente amato dal pubblico, non sempre va d'accordo con gli allenatori. Un curioso episodio in questo senso accade durante una gara col Pisa: dopo essere stato sostituito da Gustavo Giagnoni non si va a sedere in panchina ma in tribuna, vicino al presidente Alvaro Amarugi.
La squadra retrocede però dopo il primo anno, ma Uribe, dopo essere sceso in campo per 20 volte e aver segnato 2 gol, rimane a Cagliari: non vanno infatti a buon fine le trattative per la sua cessione. Trascorre le due stagioni successive in Serie B, e la squadra è sempre lontana dal vertice; nell'ultima di queste gioca inoltre poco, sia a causa di un infortunio che delle scelte tecniche di Renzo Ulivieri.
Uribe torna infine in Sudamerica nel 1984, andando a giocare in Colombia, in Messico (dove vince il titolo con l'América) e anche in patria; qui vince il terzo scudetto con lo Sporting Cristal. Termina infine la carriera nel 1994.

#### Nazionale
Indossa la maglia del Perù per la prima volta nel 1979. Partecipa poi al campionato del mondo 1982, dove gioca tutte e tre gli incontri della prima fase: nei pareggi iniziali contro Camerun (0-0) e Italia (1-1), e infine nella decisiva sconfitta contro la Polonia (5-1): questa è infatti l'unica partita del gruppo che non termina con la divisione della posta, e condanna quindi i sudamericani all'ultimo posto e alla conseguente eliminazione. Alla fine mette insieme 39 presenze e 9 gol.

### Allenatore
Terminata la carriera di calciatore inizia quella di allenatore, guidando anche la nazionale peruviana tra il 2000 e il 2002.

## Statistiche

### Cronologia presenze e reti in nazionale
| Cronologia completa delle presenze e delle reti in nazionale ― Perù | Cronologia completa delle presenze e delle reti in nazionale ― Perù | Cronologia completa delle presenze e delle reti in nazionale ― Perù | Cronologia completa delle presenze e delle reti in nazionale ― Perù | Cronologia completa delle presenze e delle reti in nazionale ― Perù | Cronologia completa delle presenze e delle reti in nazionale ― Perù | Cronologia completa delle presenze e delle reti in nazionale ― Perù | Cronologia completa delle presenze e delle reti in nazionale ― Perù |
| Data                                                                | Città                                                               | In casa                                                             | Risultato                                                           | Ospiti                                                              | Competizione                                                        | Reti                                                                | Note                                                                |
| ------------------------------------------------------------------- | ------------------------------------------------------------------- | ------------------------------------------------------------------- | ------------------------------------------------------------------- | ------------------------------------------------------------------- | ------------------------------------------------------------------- | ------------------------------------------------------------------- | ------------------------------------------------------------------- |
| 10-10-1979                                                          | Lima                                                                | Perù                                                                | 2 – 3                                                               | Paraguay                                                            | Amichevole                                                          | -                                                                   |                                                                     |
| 1-11-1979                                                           | Monterrey                                                           | Messico                                                             | 1 – 0                                                               | Perù                                                                | Amichevole                                                          | -                                                                   | Uscita                                                              |
| 12-11-1980                                                          | Lima                                                                | Perù                                                                | 1 – 1                                                               | Uruguay                                                             | Amichevole                                                          | 1                                                                   |                                                                     |
| 4-2-1981                                                            | Lima                                                                | Perù                                                                | 1 – 3                                                               | Cecoslovacchia                                                      | Amichevole                                                          | 1                                                                   |                                                                     |
| 12-2-1981                                                           | Lima                                                                | Perù                                                                | 1 – 2                                                               | Bulgaria                                                            | Amichevole                                                          | -                                                                   |                                                                     |
| 19-4-1981                                                           | Santiago del Cile                                                   | Cile                                                                | 3 – 0                                                               | Perù                                                                | Amichevole                                                          | -                                                                   |                                                                     |
| 26-7-1981                                                           | Bogotà                                                              | Colombia                                                            | 1 – 1                                                               | Perù                                                                | Qual. Mondiali 1982                                                 | -                                                                   | 63’                                                                 |
| 5-8-1981                                                            | Lima                                                                | Perù                                                                | 1 – 2                                                               | Cile                                                                | Amichevole                                                          | -                                                                   |                                                                     |
| 16-8-1981                                                           | Lima                                                                | Perù                                                                | 2 – 0                                                               | Colombia                                                            | Qual. Mondiali 1982                                                 | 1                                                                   | Ammonizione                                                         |
| 23-8-1981                                                           | Montevideo                                                          | Uruguay                                                             | 1 – 2                                                               | Perù                                                                | Qual. Mondiali 1982                                                 | 1                                                                   |                                                                     |
| 6-9-1981                                                            | Lima                                                                | Perù                                                                | 0 – 0                                                               | Uruguay                                                             | Qual. Mondiali 1982                                                 | -                                                                   |                                                                     |
| 23-3-1982                                                           | Santiago del Cile                                                   | Cile                                                                | 2 – 1                                                               | Perù                                                                | Amichevole                                                          | -                                                                   |                                                                     |
| 18-4-1982                                                           | Budapest                                                            | Ungheria                                                            | 1 – 2                                                               | Perù                                                                | Amichevole                                                          | 2                                                                   |                                                                     |
| 25-4-1982                                                           | Algeri                                                              | Algeria                                                             | 1 – 1                                                               | Perù                                                                | Amichevole                                                          | -                                                                   |                                                                     |
| 28-4-1982                                                           | Parigi                                                              | Francia                                                             | 0 – 1                                                               | Perù                                                                | Amichevole                                                          | -                                                                   |                                                                     |
| 16-5-1982                                                           | Lima                                                                | Perù                                                                | 2 – 0                                                               | Romania                                                             | Amichevole                                                          | 1                                                                   | 46’                                                                 |
| 15-6-1982                                                           | La Coruña                                                           | Perù                                                                | 0 – 0                                                               | Camerun                                                             | Mondiali 1982 - 1º turno                                            | -                                                                   |                                                                     |
| 18-6-1982                                                           | Vigo                                                                | Italia                                                              | 1 – 1                                                               | Perù                                                                | Mondiali 1982 - 1º turno                                            | -                                                                   | 65’                                                                 |
| 22-6-1982                                                           | La Coruña                                                           | Polonia                                                             | 5 – 1                                                               | Perù                                                                | Mondiali 1982 - 1º turno                                            | -                                                                   | 49’                                                                 |
| 23-4-1985                                                           | Lima                                                                | Perù                                                                | 2 – 1                                                               | Uruguay                                                             | Amichevole                                                          | -                                                                   | Ingresso                                                            |
| 28-4-1985                                                           | Brasilia                                                            | Brasile                                                             | 0 – 1                                                               | Perù                                                                | Amichevole                                                          | 1                                                                   | 46’                                                                 |
| 2-5-1985                                                            | Santa Cruz de la Sierra                                             | Bolivia                                                             | 0 – 0                                                               | Perù                                                                | Amichevole                                                          | -                                                                   |                                                                     |
| 26-5-1985                                                           | Bogotà                                                              | Colombia                                                            | 1 – 0                                                               | Perù                                                                | Qual. Mondiali 1986                                                 | -                                                                   | 69’                                                                 |
| 2-6-1985                                                            | San Cristóbal                                                       | Venezuela                                                           | 0 – 1                                                               | Perù                                                                | Qual. Mondiali 1986                                                 | 1                                                                   | 12’                                                                 |
| 9-6-1985                                                            | Lima                                                                | Perù                                                                | 0 – 0                                                               | Colombia                                                            | Qual. Mondiali 1986                                                 | -                                                                   |                                                                     |
| 23-6-1985                                                           | Lima                                                                | Perù                                                                | 1 – 0                                                               | Argentina                                                           | Qual. Mondiali 1986                                                 | -                                                                   | 54’                                                                 |
| 30-6-1985                                                           | Buenos Aires                                                        | Argentina                                                           | 2 – 2                                                               | Perù                                                                | Qual. Mondiali 1986                                                 | -                                                                   | 6’                                                                  |
| 20-9-1985                                                           | Los Angeles                                                         | Messico                                                             | 0 – 0                                                               | Perù                                                                | Amichevole                                                          | -                                                                   |                                                                     |
| 22-9-1985                                                           | San Jose                                                            | Messico                                                             | 1 – 0                                                               | Perù                                                                | Amichevole                                                          | -                                                                   |                                                                     |
| 27-10-1985                                                          | Santiago del Cile                                                   | Cile                                                                | 4 – 2                                                               | Perù                                                                | Qual. Mondiali 1986                                                 | -                                                                   |                                                                     |
| 3-11-1985                                                           | Lima                                                                | Perù                                                                | 0 – 1                                                               | Cile                                                                | Qual. Mondiali 1986                                                 | -                                                                   |                                                                     |
| 21-6-1987                                                           | Lima                                                                | Perù                                                                | 2 – 0                                                               | Cile                                                                | Amichevole                                                          | -                                                                   | 51’                                                                 |
| 24-6-1987                                                           | Santiago del Cile                                                   | Cile                                                                | 1 – 0                                                               | Perù                                                                | Amichevole                                                          | -                                                                   |                                                                     |
| 27-6-1987                                                           | Buenos Aires                                                        | Argentina                                                           | 1 – 1                                                               | Perù                                                                | Coppa America 1987 - 1º turno                                       | -                                                                   | 68’                                                                 |
| 23-11-1988                                                          | Lima                                                                | Perù                                                                | 1 – 1                                                               | Cile                                                                | Amichevole                                                          | -                                                                   |                                                                     |
| 14-12-1988                                                          | Montevideo                                                          | Uruguay                                                             | 3 – 0                                                               | Perù                                                                | Amichevole                                                          | -                                                                   |                                                                     |
| 1-7-1989                                                            | Salvador                                                            | Paraguay                                                            | 5 – 2                                                               | Perù                                                                | Coppa America 1989 - 1º turno                                       | -                                                                   |                                                                     |
| 3-7-1989                                                            | Salvador                                                            | Brasile                                                             | 0 – 0                                                               | Perù                                                                | Coppa America 1989 - 1º turno                                       | -                                                                   |                                                                     |
| 5-7-1989                                                            | Salvador                                                            | Perù                                                                | 1 – 1                                                               | Venezuela                                                           | Coppa America 1989 - 1º turno                                       | -                                                                   |                                                                     |
| 9-7-1989                                                            | Recife                                                              | Colombia                                                            | 1 – 1                                                               | Perù                                                                | Coppa America 1989 - 1º turno                                       | -                                                                   |                                                                     |
| 27-8-1989                                                           | Lima                                                                | Perù                                                                | 0 – 2                                                               | Uruguay                                                             | Qual. Mondiali 1990                                                 | -                                                                   |                                                                     |
| Totale                                                              |                                                                     | Presenze                                                            | 41                                                                  |                                                                     | Reti                                                                | 9                                                                   |                                                                     |

## Palmarès

### Giocatore

#### Club
- Campionato peruviano: 4

Sporting Cristal: 1979, 1980, 1988, 1991
- Primera División messicana: 1

Club America: 1988

### Allenatore

#### Club

##### Competizioni nazionali
- Campionato peruviano: 1

Cienciano: 2006

##### Competizioni internazionali
- Coppa delle Coppe CONCACAF:1

UAG Tecos: 1995